# Сисс, Салиу
Салиу́ Сисс (фр. Saliou Ciss; род. 15 сентября 1989, Дакар) — сенегальский футболист, защитник французского клуба «Нанси» и сборной Сенегала. Участник Олимпийских игр 2012 года в Лондоне.

## Клубная карьера
Сисс начал заниматься футболом в сенегальском клубе «Диамбарс».
В 2010 году Салиу и его одноклубник, Кара Мбодж, заключили контракты с норвежским клубом «Тромсё». В Типпелиге Сисс дебютировал 5 мая 2010 года, выйдя на замену в матче против «Бранна». В сезоне 2010 сенегалец отыграл 13 матчей, большинство из которых начинал на скамейке запасных. На следующий год Сисс прочно занял место на левом фланге обороны «Тромсё», приняв участие в 20 играх. Свой первый мяч в чемпионате Норвегии Салиу забил 18 сентября 2011 года в ворота «Стрёмсгодсет», открыв счёт в матче.
30 июня 2011 года Сисс дебютировал в еврокубках в матче квалификации Лиги Европы УЕФА против латвийского «Даугава (Даугавпилс)».
26 августа 2013 года Салиу перешёл из «Тромсё» во французский «Валансьен». Сумма трансфера составила 500 тыс. евро. В Лиге 1 сенегалец дебютировал 31 августа 2013 года в матче против «Лорьяна».
В январе 2019 года Салиу Сисс отправился в аренду в «Валансьен».

## Карьера в сборной
Сисс выступал за молодёжную сборную Сенегала на чемпионате Африки 2011, на котором его команда заняла 4 место и получила путёвку на Олимпийские игры 2012 года в Лондоне. Салиу был включён в окончательную заявку на турнир. На Олимпиаде Салиу принял участие в трёх матчах, в том числе и в четвертьфинальной встрече против мексиканцев, в которой сенегальцы уступили лишь в дополнительное время.
За сборную Сенегала Туре дебютировал в товарищеском матче против сборной Нигера.

## Достижения
Сборная Сенегала
- Обладатель Кубка африканских наций: 2021